# Evangelisch

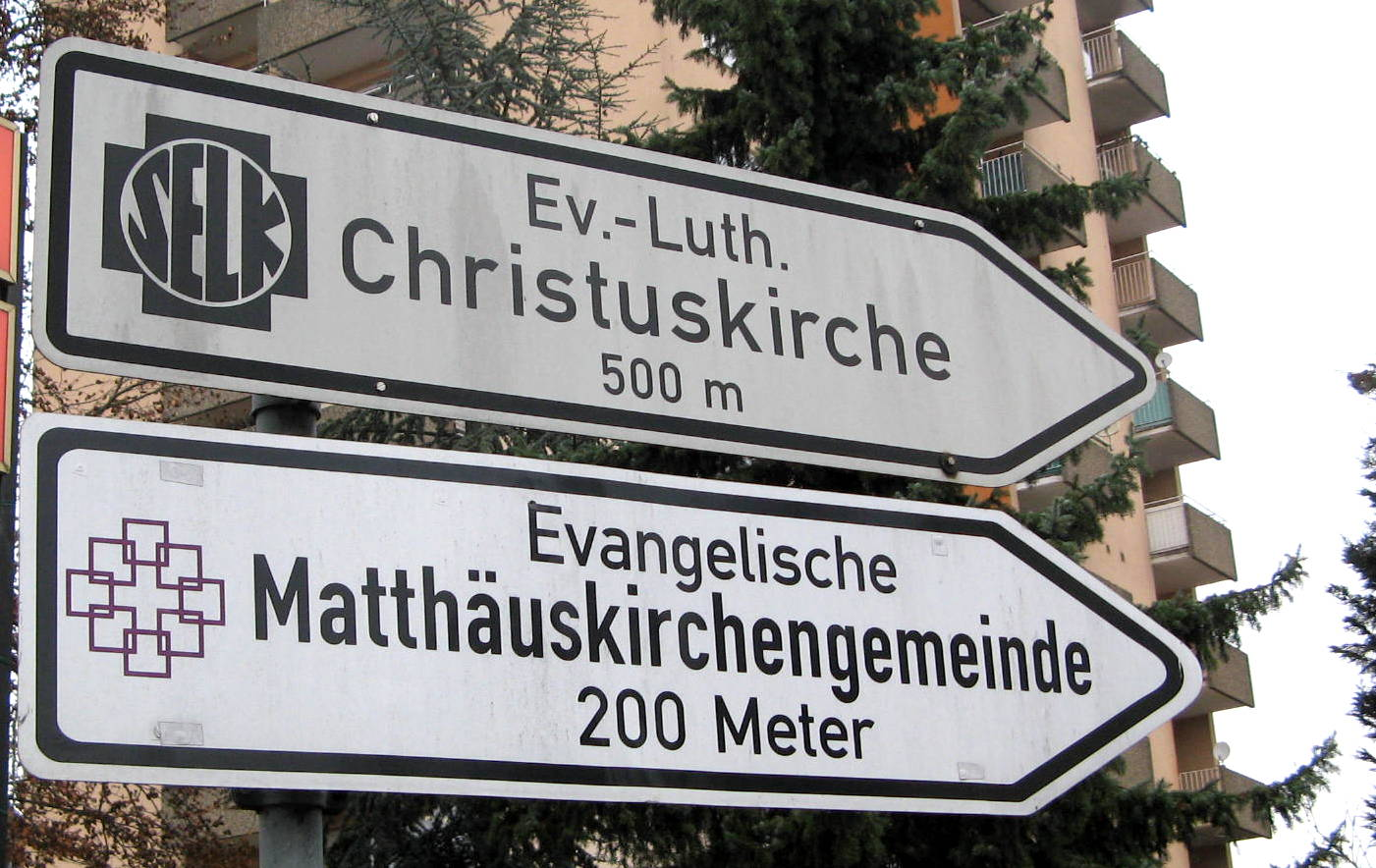
Hinweisschilder in Wiesbaden

Evangelisch (kirchenlateinisch evangelicus; Abkürzung ev. oder evang.) ist ein vom Substantiv Evangelium abgeleitetes Adjektiv.

## Etymologie
„Evangelium“ ist eine Übernahme des altgriechischen εὐαγγέλιον euangélion („Frohe Botschaft“) ins Kirchenlatein. Das Adjektiv evangelicus hatte im 11. Jahrhundert zunächst die Bedeutung „der Botschaft der (neutestamentlichen) Evangelien entsprechend“. In diesem Sinne ist im Mittelalter schon von evangelischen Räten die Rede.

## Entwicklung der heutigen Bedeutung
Martin Luther verwendete die Begriffe „Evangelium“ und „evangelisch“ in Anschluss an Paulus (Gal 1,7  u.ö.) bezogen auf die Botschaft von der Erlösung allein durch den Glauben an Jesus Christus. „Evangelisch“ war die Kirche für Luther, wenn sie diese Botschaft verkündigte. Eine Verwendung der Begriffe „lutherisch“ und „evangelisch“ für eine bestimmte Kirchenpartei lehnte er ab.
Aus diesem vorkonfessionellen Gebrauch hat sich im Zuge der Reformation die konfessionelle Bedeutung des Wortes evangelisch entwickelt. Seit 1653 ist es als eine amtliche Selbstbezeichnung im Rahmen von Einigungsbemühungen der lutherischen (Martin Luther) und der reformierten Kirchen (Huldrych Zwingli, Johannes Calvin) eingeführt. Das Wort evangelisch umfasst seit der Union von 1817 auch die unierten Kirchen. Zudem wird es von vielen evangelischen Freikirchen als Selbstbezeichnung verwendet (Vereinigung Evangelischer Freikirchen, evangelisch-freikirchlich, evangelisch-methodistisch etc.). Außerdem ist es ein Synonym für das Wort protestantisch. Gleichermaßen können beide Wörter die Zugehörigkeit zu einer evangelischen Kirche bekunden.

## Abgrenzung zu „evangelikal“
Die Bezeichnung evangelisch muss unterschieden werden vom relativ neuen Begriff evangelikal, der vom englischsprachlichen evangelical ins Deutsche rückübertragen wurde (das englische Wort evangelical bedeutete ursprünglich evangelisch). Im Deutschen wird damit heute in der Regel eine aus dem Pietismus hervorgegangene Strömung innerhalb des Protestantismus bezeichnet, in deren Glaubensauffassung die persönliche Frömmigkeit und die Bibel als Autorität des Glaubens eine zentrale Rolle spielen. Evangelikale Frömmigkeit ist daher bisweilen durch eine gewisse Nähe zum christlichen Fundamentalismus gekennzeichnet, mit diesem aber nicht direkt gleichzusetzen.